# Gamasiphis elongatellus
Gamasiphis elongatellus är en spindeldjursart som beskrevs av Berlese 1910. Gamasiphis elongatellus ingår i släktet Gamasiphis och familjen Ologamasidae. Inga underarter finns listade i Catalogue of Life.